# ساركوما متعددة الأشكال غير متمايزة
الساركوما متعددة الأشكال غير المتمايزة (UPS)، وتسمى أيضًا الساركوما الليفية العضلية متعددة الأشكال، ساركوما ليفية عضلية عالية الدرجة، وورم ليفي عضلي هستيوسيتي عالي الدرجة، صنفته منظمة الصحة العالمية WHO في عام 2020، بأنه ورم نادر وسيئ التمايز. أي نمو غير طبيعي للخلايا التي ليس لها هوية واضحة و/أو خلية غير واضحة المنشأ. صنفته منظمة الصحة العالمية كواحد من الأورام اللحمية غير المتمايزة/غير المصنفة في فئة الأورام غير المؤكدة التمايز. الساركوما (الأورام اللحمية) هي سرطانات معروفة أو يعتقد أنها مشتقة من الخلايا الجذعية الوسيطة التي تتطور عادة في العظام والعضلات والدهون والأوعية الدموية والأوعية اللمفاوية والأوتار والأربطة. وصف أكثر من 70 نوعًا فرعيًا من الساركوما. يتكون النوع الفرعي متعدد الأشكال غير المتمايز من هذه الساركوما من خلايا سرطانية سيئة التمايز وقد تظهر كخلايا مغزلية الشكل وخلايا منسجة وخلايا عملاقة. تعد الساركوما متعددة الأشكال غير المتمايزة تشخيصًا يتحدى التصنيف الفرعي الرسمي بعد فشل الفحوصات النسيجية والكيميائية المناعية والبنية التحتية الدقيقة في تحديد نوع الخلايا المعنية.
شمل تشخيص الساركوما متعددة الأشكال غير المتمايزة في البداية ورم المنسجات الليفي الخبيث (MFH). يعد ورم المنسجات الليفي الخبيث الآن فئة عشوائية لأنواع مختلفة من الساركوما بما في ذلك الأورام السرطانية الشبيهة بالساركوما والأورام الميلانينية. تشير الدراسات بقوة إلى أن أورام المنسجات الليفية الخبيثة ليست مشتقة من الخلايا المنسجة (الخلايا المنحدرة من وحيدات الدم)، بل من الخلايا الوسيطة. أخذ ورم المنسجات الليفي الخبيث أيضًا شكلًا أكثر عدوانية وانتشارًا للأورام اللحمية الليفية العضلية منخفضة الدرجة والساركوما الليفية العضلية متوسطة الدرجة. قامت منظمة الصحة العالمية بدمج الساركوما الليفية العضلية المنخفضة والمتوسطة الدرجة في كيان واحد، الساركوما الليفية العضلية منخفضة الدرجة، وصنفتها كنوع واحد من الأورام الليفية العضلية المتوسطة (نادرًا ما تكون منتشرة) والأورام الليفية العضلية المتميزة تمامًا عن ورم المنسجات الليفي الخبيث. بسبب انخفاض معدل الإصابة بها وتجمعها المتكرر مع ما يعتبر الآن أنواعًا أخرى من الساركوما، يمكن مراجعة النتائج السابقة حول السلوك السريري والعلاج المناسب والتشخيص لورم المنسجات الليفي الخبيث من خلال مزيد من الدراسة.
غالبية أورام المنسجات الليفية الخبيثة شديدة العدوانية، وغالبًا ما تنكس بعد الاستئصال الجراحي، وغالبًا ما تنتشر. يتم علاجهم بمزيج من الاستئصال الجراحي والعلاج الإشعاعي و/أو العلاج الكيميائي. في الآونة الأخيرة، عولجت أورام المنسجات الليفية الخبيثة بالعلاج بالأجسام المضادة، أي الأجسام المضادة التي في حالة ورم المنسجات الليفي الخبيث ترتبط بمستضدات محددة على سطح الخلايا التائية (نوع من الخلايا اللمفاوية) وبالتالي تعزز قدرة هذه الخلايا التائية على تنظيم عملية الهجوم على الخلايا السرطانية ورم المنسجات الليفي الخبيث.